# Зимон Дах
Зимон Дах (на немски: Simon Dach) е германски лиричен поет и автор на химни.
Живее дълги години в Кьонигсберг, където е член на Кьонигсбергската писателска група, заедно с Хайнрих Алберт, Роберт Робертин и Сибила Шварц.

## Биография и творчество
Въпреки че израства в скромна обстановка, той получава добро образование в класическите училища в Кьонингсберг, Витенберг и Магдебург. През 1626 г. се записва в Кьонигсбергския университет със специалност богословие и философия.
След като завършва университета, става учител през 1633 г., а през 1636 г. е вече сред ректорите в църковното училище в града. От 1639 до смъртта си през 1659 г. е професор по поезия в университета. През 1656 – 1657 г. е ректор на университета. Общо 5 пъти е бил декан на Философския факултет.
В Кьонигсберг е в близки отношения с Хайнрих Алберт (1604 – 1651), Роберт Робертин (1600 – 1648) и Сибила Шварц (1621 – 1638) и с тях формира Кьонингсбергската писателска група.
Пише възхвали за бранденбургските курфюрсти в сборника Kurbrandenburgische Rose, Adler, Lowe und Scepter (1661). Автор е на много поеми, някои от които добиват популярност. Най-известната негова поема е Anke von Tharaw Oss, de my gefollt, която Хердер (1744 – 1803) предава на съвременен немски като Annchen von Tharau. Поемата е написана през 1637 г. по повод сватбата на негов приятел. Сред химните, които пише, са Ich bin ja, Herr, in deiner Macht, Ich bin bei Gott in Gnaden durch Christi Blut und Tod и O, wie selig seid ihr doch, ihr Frommen.

## Творби
- Einfältige Leich-Reime: Der weiland Ehr vnd Tugendreichen Frawen Catharinen Pohlinn. Johann Reusner, Königsberg, 1653
- Die Lehrer werden leuchten wie des Himmels Glantz: Das ist: Schuldiges wiewol Einfaltiges Gedächtniß Dem Weiland ehrwürdigen/ Achtbarn und Wolgelarten Herrn Babatio. Johann Reusner, Königsberg, 1656
- Auff seligen wiewol hochbetrawerlichen Hintritt aus dieser Welt/ Des weiland HochEdelgebornen und Mannhafften Herrn/ Hn. Christoff Rappen: Welcher 1607. 22. Newjahrsmon. gebohren und 1657. 27. Wintermon. in hertzlicher Anruffung seines Erlösers sanfft und selig eingeschlaffen/ und 1658. 12. Hornung [...] der Erden einverleibet worden: Die hertzlich betrübte HochAdeliche Fraw Witwe und Kinder sampt den andern vornehmen Leidtragenden zu trösten. Johann Reusner, Königsberg, 1658